# ペドロ・アウグスト・フェレイラ・ソアレス
ペドロ・アウグスト・フェレイラ・ソアレス（Pedro Augusto Ferreira Soares 、1999年3月30日 - ）は、ポルトガル・ペナフィエル出身のプロサッカー選手。アヴェス所属。ポジションは、フォワード。

## クラブ歴
2019年8月1日、アヴェスとプロ契約を結んだ。2020年6月11日、0-2で敗れたアウェーのCDトンデラ戦でプロデビューを果たした。